# トグルル・アスガロフ
トグルル・アスガロフ（アゼルバイジャン語: Toğrul Əsgərov、Toghrul Asgarov、1992年9月17日 -）は、アゼルバイジャン・ギャンジャ出身のレスリング選手。2012年ロンドン五輪レスリングフリースタイル60kg級金メダリスト。トグルあるいはトグラルとも表記される。
2007年6月抜き打ちのドーピング検査で、禁止薬物のヒゲナミンに陽性となり、世界レスリング連合から1年間の出場停止処分を受けた。